# World Football Challenge
World Football Challenge — международный футбольный клубный турнир между командами из Европы и Северной Америки, проведённый в 2009 и 2011 году. В 2010 году из-за чемпионата мира в ЮАР турнир не проводился. В 2012 году турнир был заменён другим соревнованием, получившим название Международный кубок чемпионов.

## Победители
| Год           | Чемпион     | Вице-чемпион      |
| ------------- | ----------- | ----------------- |
| 2009 Детально | Челси       | Америка           |
| 2011 Детально | Реал Мадрид | Манчестер Юнайтед |

### По клубам
| Команда           | Победы | Финалы | Чемпион | Вице-чемпион |
| ----------------- | ------ | ------ | ------- | ------------ |
| Челси             | 1      | 0      | 2009    |              |
| Реал Мадрид       | 1      | 0      | 2011    |              |
| Америка           | 0      | 1      |         | 2009         |
| Манчестер Юнайтед | 0      | 1      |         | 2011         |

### По странам
| Страна  | Победы | Финалы |
| ------- | ------ | ------ |
| Англия  | 1      | 1      |
| Испания | 1      | 0      |
| Мексика | 0      | 1      |